# Coming to Terms
Coming To Terms — дебютный студийный альбом американской инди-рок-группы Carolina Liar, вышедший 19 мая 2008 года на лейбле Atlantic Records.

## Об альбоме
Coming To Terms был спродюсирован Максом Мартином, известным по работе с поп-исполнителями. За 2 месяца до выхода альбома группа выпустила свои первые синглы «I'm Not Over» и «Show Me What I'm Looking For», благосклонно встреченные публикой; другие песни с Coming To Terms не были выпущены синглами. Критики поставили альбому оценки 3 — 3,5 из 5, сравнив звучание с ранними работами The Killers. В трек-листе 12 песен, ещё 3 доступны при скачивании с iTunes Store.

## Список композиций
1. «I’m Not Over» — 3:23
2. «Coming To Terms» — 3:29
3. «Last Night» — 3:50
4. «Show Me What I’m Looking For» — 4:02
5. «Simple Life» — 3:31
6. «All That Shit Is Gone» — 3:32
7. «California Bound» — 3:59
8. «Done Stealin» — 3:38
9. «Something to Die For» — 3:37
10. «Beautiful World» — 4:08
11. «Better Alone» — 3:52
12. «When You Are Near» — 4:01

## Бонусные треки
1. «Open the Door» — 4:28
2. «Hit Bottom» — 4:27
3. «Undone» — 4:09

## Позиции в чартах
| US  | US Rock | US Heat | IRL |
| --- | ------- | ------- | --- |
| 140 | 43      | 3       | 74  |